# ویلیام کوبولد
ویلیام نویل کوبولد (به انگلیسی: William Nevill Cobbold) بازیکن فوتبال زادهٔ ۴ فوریه ۱۸۶۳ اهل کشور انگلستان بود که سابقهٔ بازی در تیم ملی فوتبال انگلستان را در کارنامهٔ خود دارد. وی در تاریخ ۲۴ فوریه ۱۸۸۳ نخستین بازی ملی خود را در مقابل تیم ملی فوتبال ایرلند انجام داد و با حضور در ۹ بازی ملی، در تاریخ ۱۹ مارس ۱۸۸۷ واپسین بازی ملی‌اش را در برابر تیم ملی فوتبال اسکاتلند برگزار کرد.
این بازیکن توانسته در بازی‌های ملی، ۶ گل به ثمر برساند.
زینب کوبولد از خویشاوندان اوست.